# Dobra, Krumau und Waldreichs
Die Herrschaft Dobra, Krumau und Waldreichs war eine Grundherrschaft im Viertel ober dem Manhartsberg im Erzherzogtum Österreich unter der Enns, dem heutigen Niederösterreich.

## Ausdehnung
Die Herrschaft, die sich neben Dobra, Krumau und Waldreichs auch auf Wezlas, Tiefenbach und Eichhorns erstreckte, umfasste zuletzt die Ortsobrigkeit über Wetzlas, Kienberg, Reichhalms, Franzen, Eichhorns, Thaures, Stroneß, Waldreichs, Nondorf, Kleinraabs, Kleinenzersdorf, Altpölla, Ramsau, Winkl, untere Dobraer Waldhütten, obere Dobraer Waldhütten, Markt Neupölla, Markt Krumau, Schmerbach, Preinreichs, Tiefenbach, Eisenberg, Brug, Motten und Dietreichs. Der Sitz der Verwaltung befand sich im Schloss Wetzlas.

## Geschichte
Im Jahr 1814 erwarb der Bankier Heinrich Freiherr von Pereira-Arnstein die Herrschaft und nach seinem Tod veräußerten seine Erben die Herrschaft 1842 an den Seidenfabrikanten Ritter Franz von Andreä, der als letzter Inhaber fungierte.  Nach den Reformen 1848/1849 wurde die Herrschaft aufgelöst.